# Panker
Panker är en kommun (Gemeinde) i Kreis Plön i Schleswig-Holstein i Tyskland med cirka 1 400 invånare. Kommunen ligger vid den tyska Östersjökusten och består av samhällena Darry, Gadendorf, Matzwitz, Satjendorf och Todendorf samt godset Gut Panker. Närmaste storstad är Kiel, cirka tre mil väster om Panker.
Kommunen ingår i kommunalförbundet Amt Lütjenburg tillsammans med ytterligare 14 kommuner.